# Motorwagenfabrik Excelsior

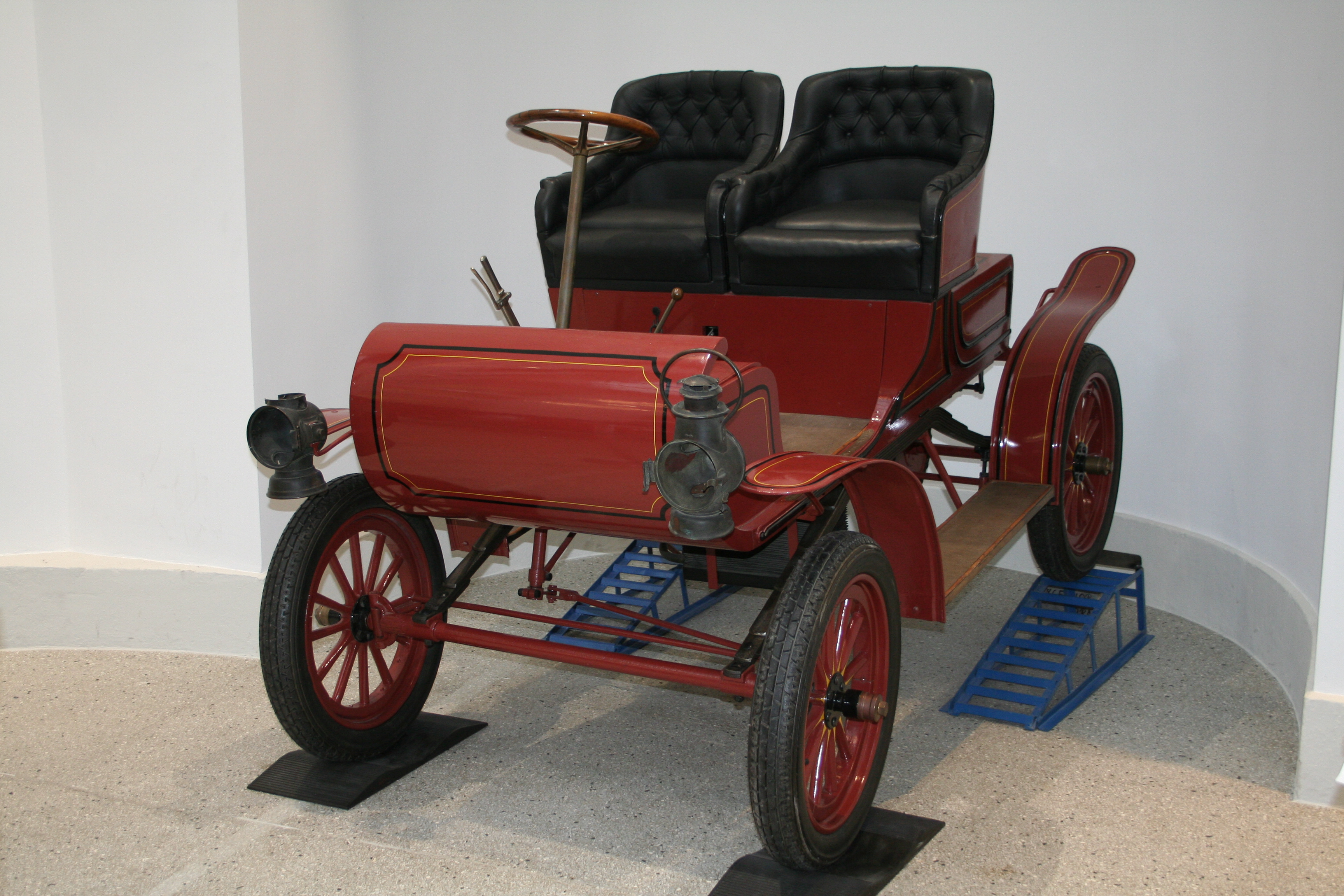
Excelsior von 1904 oder 1905 im Verkehrsmuseum Dresden

Motorwagenfabrik Excelsior war ein Schweizer Automobilhersteller.

## Unternehmensgeschichte
Die Motorwagenfabrik Excelsior wurde 1904 vom Automobilkonstrukteur Rudolf Egg, dem bisherigen Mitinhaber der Firma Egg & Egli gegründet. Das Unternehmen mit Sitz in Zürich produzierte bis 1907 in einem Werk in Wollishofen am Zürichsee Automobile.

## Fahrzeuge
Das erste Modell war ein Lizenzbau des Oldsmobile Curved Dash. Es war mit einem Einzylindermotor mit 6 PS ausgestattet. Es wurde 1905 auf dem ersten Genfer Auto-Salon präsentiert. Zwei Quellen meinen, dass bereits 1904 Fahrzeuge gefertigt wurden.
1906 wurde es durch ein Vierzylindermodell ersetzt, dessen Einbaumotor von Fafnir kam.
Ein Fahrzeug dieser Marke ist im Verkehrsmuseum Dresden zu besichtigen. Es ist in einer Quelle auf 1905 datiert.